# Lamborghini Frua Faena
La Lamborghini Frua Faena, o semplicemente  Lamborghini Faena, è una concept car costruita dalla carrozzeria Pietro Frua su meccanica Lamborghini. Fu presentata al Salone dell'automobile di Torino nel 1978.. Conformemente alla tradizione della casa di S.Agata, alla vettura fu dato un nome attinente alla tauromachia (la faena è il terzo ed ultimo atto della corrida che si conclude con la stoccata ferale).

## La storia
La Faena fu la prima automobile sportiva Lamborghini a quattro posti e quattro porte ed è rimasta anche l’unica per i successivi 30 anni, ovvero fino alla presentazione della Estoque nel 2008. In precedenza, bozzetti e disegni di una vettura a quattro porte (con la linea chiaramente ispirata alla Espada) erano stati realizzati anche da Bertone, ma tali idee non furono mai concretizzate e rimasero sulla carta.
La Faena venne costruita utilizzando come base una Espada S2 di seconda mano originariamente venduta in Venezuela nel 1970 (telaio N°8224, motore N°40446), e fu realizzata in soli 8 mesi. Rispetto all’auto da cui derivava il passo fu aumentato di 178 mm (per garantire maggior spazio ai passeggeri posteriori) ed il peso lievitò di circa 200 Kg. La carrozzeria era una Shooting-brake  di colore blu scuro mentre gli interni erano di pelle bianca; montava cerchi in lega di magnesio Campagnolo mutuati da una Espada di prima serie e i fanali posteriori erano gli stessi montati sulla Citroën SM e sulla Maserati Kyalami. I numeri di serie di telaio e motore furono modificati aggiungendovi davanti la cifra 1 (quindi divennero rispettivamente 18224 e 140446).
Meccanicamente la Faena restò immutata rispetto alla Espada: il motore a 12 cilindri a V di 60 ° di 4 litri raffreddato ad acqua (Tipo L 403) con blocco e testate in fusione di alluminio era montato anteriormente ed era alimentato da 6 carburatori a flusso incrociato (Weber 40 DCOE 23). Tale unità motrice consentiva all'auto di passare da 0 a 100 km/h in 6,5 secondi e di raggiungere una velocità massima di 243 km/h.
Dopo essere stata presentata a Torino nel ’78 (nello stand Frua) l’auto fu nuovamente esposta due anni dopo al 50º salone dell’automobile di Ginevra, ma stavolta nello stand ufficiale Lamborghini. Anche se molto ben costruita, la Faena non godette del successo sperato a causa della linea che risultò molto classica ed equilibrata nell'anteriore ma anche sgraziata e massiccia al posteriore. Malgrado Frua sperasse di costruirne una piccola serie infatti, la Faena rimase un esemplare unico. Tale prototipo fu ceduto ad un concessionario di Basilea che la vendette ad un cliente tedesco. In questo periodo l’auto subì numerose modifiche, come l’installazione di un tetto apribile metallico, di sedili a regolazione assistita e di ventilatori elettrici di raffreddamento. Nel corso dei primi anni ’80 l’auto partecipò a numerosi meeting del ILOC (International Lamborghini Owners Club) in Germania. Nell’agosto del 2006 la Faena fu nuovamente ceduta e tornò in Svizzera, dove subì un restauro che coinvolse motore, specchietti esterni, verniciatura e la selleria interna.